# Nezávislá jednota československých legionářů
Nezávislá jednota československých legionářů, ve zkratce NJČsL, byl veteránský spolek sdružující v meziválečném období účastníky československého zahraničního odboje z první světové války. Spolek vznikl odtržením od Československé obce legionářské v roce 1925 a počátkem 30. let měl přibližně 15 000 členů. Mezi nejznámější příslušníky NJČsL patřil předseda spolku, brigádní generál a spisovatel, Rudolf Medek či generál a pozdější předseda Národní obce fašistické Radola Gajda. Tiskovým orgánem spolku byly noviny Legie.

## Vznik NJČsL
Po vzniku Československé obce legionářské byla část jejích členů nespokojená s levicovější politickou orientací spolku. Někteří členové inklinující k pravicovější politice v té době reprezentované národní demokracií či agrární stranou odmítali tiskovou kampaň proti národnědemokratickému ministru financí Aloisi Rašínovi. Situaci v roce 1923 pak ještě vyostřila Rašínova smrt, kterou způsobil atentát anarchokomunisty Josefa Šoupala. Proti „bolševizaci“ ČsOL před jejím sjezdem vystoupili Rudolf Medek i Radola Gajda, avšak na sjezdu se většina delegátů postavila za tehdejší vedení a předseda Josef Patejdl ostře kritizoval Medka i Gajdu.

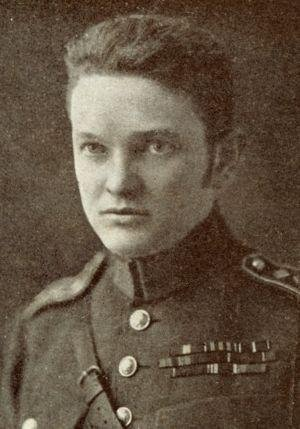
Rudolf Medek před rokem 1920

Hlavním impulzem pro odtržení opozičního křídla byly parlamentní volby v roce 1925, kdy rozdílné politické názory a příklon k vládě respektive k opozičním stranám definitivně rozdělila Československou obec legionářskou. V reakci na vyloučení některých legionářů se část nespokojených členů Obce sešla 10. listopadu 1925 v hotelu Paříž, kde zúčastnění založili Nezávislou jednotu československých legionářů. Předsedou byl zvolen Antonín Pastyřík, místopředsedy Vojtěch Holeček a František Kořínek a jednatelem se stal František Turek. První sjezd NJČsL se konal v létě roku 1926 a druhým předsedou byl zvolen Rudolf Medek. Nezávislá jednota československých legionářů byla pravicově orientovaná vymezovala se proti ČsOL a ostře vystupovala vůči komunistům.

## Zánik spolku
Po rozbití Československa a vzniku Protektorátu Čechy a Morava byl spolek z nařízení říšského protektora Konstantina von Neuratha k 30. srpnu 1939 zakázán. Po skončení druhé světové války se přeživší členové NJČsL pokusili spolek obnovit, avšak ministerstvo vnitra v duchu Košického vládního programu tuto iniciativu zamítlo.